# Championnat de France féminin de handball 1994-1995
Navigation
Saison 1993-1994 Saison 1995-1996
Le championnat de France féminin de handball 1994-1995 est la quarante-quatrième édition de cette compétition. Le championnat de Division 1 est le plus haut niveau du championnat de France de ce sport. Dix clubs participent à la compétition.
À la fin de la saison, l'ASPTT Metz-Marly est désigné champion de France, pour la cinquième fois de son histoire, devant le Stade béthunois BL.

## Première phase
A l'issue de la saison régulière, le classement est le suivant :
|    | Équipe                             | Pts | J  | G  | N | P  | Bp  | Bc  | Diff |
| -- | ---------------------------------- | --- | -- | -- | - | -- | --- | --- | ---- |
| 1  | ASPTT Metz-Marly (T)               | 35  | 18 | 17 | 1 | 0  | 489 | 324 | 165  |
| 2  | Stade béthunois BL                 | 21  | 18 | 10 | 1 | 7  | 404 | 386 | 18   |
| 3  | Stade français Issy-les-Moulineaux | 21  | 18 | 9  | 3 | 6  | 377 | 380 | -3   |
| 4  | ES Besançon                        | 21  | 18 | 9  | 3 | 6  | 374 | 377 | -3   |
| 5  | ASUL Vaulx-en-Velin                | 20  | 18 | 10 | 0 | 8  | 391 | 385 | 6    |
| 6  | USM Gagny 93                       | 19  | 18 | 9  | 1 | 8  | 367 | 360 | 7    |
| 7  | CSL Dijon                          | 19  | 18 | 8  | 3 | 7  | 351 | 366 | -15  |
| 8  | AL Bouillargues                    | 17  | 18 | 8  | 1 | 9  | 410 | 423 | -13  |
| 9  | ASPTT Strasbourg                   | 5   | 18 | 2  | 1 | 15 | 346 | 411 | -65  |
| 10 | SA Mérignacais                     | 2   | 18 | 0  | 2 | 16 | 352 | 449 | -97  |

Légende
| - Finale du championnat - Poule de qualification européenne - Poule de relégation | - T : Tenant du titre - F : Pas de Coupe de France - P : Promu de D2 en début de saison : aucun |

Metz-Marly et Béthune se disputent le titre de champion quand les autres équipes sont réparties en deux poules de play-off et play-down. À noter également que le championnat est très serré derrière Metz, puisque seulement deux points séparent Béthune, deuxième et qualifié pour la finale, de Dijon, septième et contraint de jouer la poule de relégation.

## Phase finale

### Finale
La finale de dispute en deux matchs :
1. week-end du 13-14 mai 1995 ASPTT Metz-Marly - Stade béthunois BL : 27 - 13[réf. nécessaire]
2. week-end du 20-21 mai 1995 Stade béthunois BL - ASPTT Metz-Marly : 13 - 21[réf. nécessaire]

Un 3e match était prévu à Metz, le week-end du 27-28 mai 1995, si les deux équipes avaient gagné chacune une manche. Celui-ci a donc été annulé.
L'ASPTT Metz-Marly remporte le titre de champion de France par 2 manches à 0.

### Play-off
Le classement au départ de la deuxième phase est :
1. Stade français Issy-les-Moulineaux : 9 pts
2. ASU Lyon Vaulx-en-Velin : 6 pts
3. ES Besançon : 6 pts
4. USM Gagny 93 : 3 pts

Le classement final de la poule haute est : 
|   | Équipe                             | Pts  | J | G | N | P | Bp  | Bc  | Diff |
| - | ---------------------------------- | ---- | - | - | - | - | --- | --- | ---- |
| 3 | Stade français Issy-les-Moulineaux | 14+9 | 6 | 2 | 1 | 3 | 126 | 122 | 4    |
| 4 | ES Besançon                        | 13+6 | 6 | 3 | 1 | 2 | 120 | 117 | 3    |
| 5 | ASUL Vaulx-en-Velin                | 13+6 | 6 | 3 | 1 | 2 | 131 | 131 | 0    |
| 6 | USM Gagny 93                       | 8+3  | 6 | 2 | 1 | 3 | 116 | 123 | -7   |

### Play-down
Le classement au départ de la deuxième phase est :
1. AL Bouillargues : 10 pts, corrigé en 8 pts[4]
2. CSL Dijon : 9 pts, corrigé en 7 pts[4]
3. ASPTT Strasbourg : 5 pts
4. SA Mérignac : 0 pt

Le classement final de la poule basse est : 
|    | Équipe           | Pts  | J | G | N | P | Bp  | Bc  | Diff |
| -- | ---------------- | ---- | - | - | - | - | --- | --- | ---- |
| 7  | AL Bouillargues  | 19+8 | 6 | 5 | 1 | 0 | 148 | 126 | 22   |
| 8  | CSL Dijon        | 14+7 | 6 | 3 | 1 | 2 | 144 | 142 | 2    |
| 9  | ASPTT Strasbourg | 9+5  | 6 | 2 | 0 | 4 | 130 | 142 | -12  |
| 10 | SA Mérignacais   | 2+0  | 6 | 1 | 0 | 5 | 132 | 144 | -12  |

## Bilan
| Rang | Club                               | Commentaire                                 |
| ---- | ---------------------------------- | ------------------------------------------- |
| 1    | ASPTT Metz-Marly (T)               | Champion et qualifié en Ligue des champions |
| 2    | Stade béthunois BL                 | Qualifié en Coupe des coupes                |
| 3    | Stade français Issy-les-Moulineaux | Qualifié en Coupe de l'EHF                  |
| 4    | ES Besançon                        | Qualifié en Coupe des Villes                |
| 5    | ASUL Vaulx-en-Velin                | -                                           |
| 6    | USM Gagny 93                       | -                                           |
| 7    | AL Bouillargues                    | -                                           |
| 8    | CSL Dijon                          | -                                           |
| 9    | ASPTT Strasbourg                   | Relégué en Division 2                       |
| 10   | SA Mérignacais                     | Relégué en Division 2                       |

## Effectif du champion de France
L'effectif de l'ASPTT Metz-Marly, champion de France, était :
Gardiennes de but
- Irina Popova
- Alexandra Hector

Joueuses de champ
- Véronique Desailly
- Fabienne Djitli
- Leila Duchemann
- Zita Galić
- Sylvie Gérard
- Sophie Hugard
- Céline Litzenburger
- Stéphanie Moreau
- Sophie Remiatte
- Évelyne Scherrer
- Nathalie Selambarom
- Stéphanie Tabard
- Estelle Vogein
- Isabelle Wendling

Entraîneur
- Olivier Krumbholz

## Statistiques
Classement des meilleures marqueuses en saison régulière,
1. Cathrine Svendsen (AL Bouillargues) - 148 buts
2. Barbara Pingret (Stade béthunois BL) - 126 buts
3. Zita Galić (ASPTT Metz-Marly) - 125 buts
4. Mézuela Servier (Stade français Issy-les-Moulineaux) - 107 buts
5. Christelle Marchand (USM Gagny 93) - 106 buts
6. Laima Kavaliauskiene (ES Besançon) - 104 buts
7. Alexandrine Brunel (Stade français Issy-les-Moulineaux) - 95 buts
8. Angela Egorova  (ASPTT Strasbourg) - 87 buts
9. Véronique Pecqueux (CSL Dijon) - 84 buts
10. Stéphanie Cano (SA Mérignac ) - 84 buts